# Mannschaftskader der Top 12 2008/09
Die Liste der Mannschaftskader der Top 12 (Frauen) 2008/09 enthält alle Spielerinnen, die in der französischen Top 12 der Frauen 2008/09 (Schach) mindestens eine Partie gespielt haben mit ihren Einzelergebnissen.

## Allgemeines
Insgesamt wurden 54 Spielerinnen eingesetzt, wobei Mulhouse mit drei Spielerinnen auskam (und das letzte Brett stets kampflos abgab), während Montpellier als einziger Verein insgesamt sieben Spielerinnen einsetzte. Am erfolgreichsten war Sophie Aflalo (Bois-Colombes) mit 6,5 Punkten aus 7 Partien. Von den Spielerinnen, die nur die Vorrunde spielten, war Fiona Steil-Antoni (Vandœuvre) mit 4,5 Punkten aus 5 Partien am erfolgreichsten, 4 Punkte aus 5 Partien erreichten Marlies Bensdorp (Clichy), Anne Muller und Emma Richard (beide Mulhouse). Mit Maha Eid und Antoaneta Stefanowa (beide Clichy) erreichten zwei Spielerinnen 100 %, wobei Eid vier Partien spielte, Stefanowa zwei.

## Legende
Die nachstehenden Tabellen enthalten folgende Informationen:
- Nr.: Ranglistennummer
- Titel: FIDE-Titel zu Saisonbeginn (Eloliste vom Januar 2009); GM = Großmeister, IM = Internationaler Meister, FM = FIDE-Meister, WGM = Großmeister der Frauen, WIM = Internationaler Meister der Frauen, WFM = FIDE-Meister der Frauen, CM = Candidate Master, WCM = Candidate Master der Frauen
- Elo: Elo-Zahl zu Saisonbeginn (Eloliste vom Januar 2009); bei Spielerinnen ohne Elo-Zahl ist die nationale Wertung eingeklammert angegeben
- Nation: Nationalität gemäß Eloliste vom Januar 2009; BUL = Bulgarien, FRA = Frankreich, GER = Deutschland, LUX = Luxemburg, NED = Niederlande, ROU = Rumänien, SVK = Slowakei
- G: Anzahl Gewinnpartien
- R: Anzahl Remispartien
- V: Anzahl Verlustpartien
- Pkt.: Anzahl der erreichten Punkte
- Partien: Anzahl der gespielten Partien

## Club de Clichy-Echecs-92
| Nr. | Titel | Name                | Elo  | Nation | G | R | V | Pkt. | Partien |
| --- | ----- | ------------------- | ---- | ------ | - | - | - | ---- | ------- |
| 1   | IM    | Almira Scripcenco   | 2454 | FRA    | 4 | 1 | 1 | 4,5  | 6       |
| 2   | WIM   | Marlies Bensdorp    | 2316 | NED    | 3 | 2 | 0 | 4    | 5       |
| 3   |       | Emilie Marchadour   | 2077 | FRA    | 4 | 1 | 2 | 4,5  | 7       |
| 4   |       | Maha Eid            | 1906 | FRA    | 4 | 0 | 0 | 4    | 4       |
| 5   |       | Isabelle Bonvalot   | 1943 | FRA    | 3 | 0 | 1 | 3    | 4       |
| 6   | GM    | Antoaneta Stefanowa | 2549 | BUL    | 2 | 0 | 0 | 2    | 2       |

## C.E. de Bois-Colombes
| Nr. | Titel | Name             | Elo  | Nation | G | R | V | Pkt. | Partien |
| --- | ----- | ---------------- | ---- | ------ | - | - | - | ---- | ------- |
| 1   | WIM   | Pauline Guichard | 2268 | FRA    | 3 | 2 | 2 | 4    | 7       |
| 2   | WFM   | Mathilde Choisy  | 2136 | FRA    | 2 | 3 | 2 | 3,5  | 7       |
| 3   |       | Fanny Gaudron    | 2067 | FRA    | 2 | 1 | 4 | 2,5  | 7       |
| 4   |       | Sophie Aflalo    | 1950 | FRA    | 6 | 1 | 0 | 6,5  | 7       |

## Club de Vandœuvre-Echecs
| Nr. | Titel | Name               | Elo  | Nation | G | R | V | Pkt. | Partien |
| --- | ----- | ------------------ | ---- | ------ | - | - | - | ---- | ------- |
| 1   | WGM   | Anna Rudolf        | 2316 | HUN    | 3 | 1 | 1 | 3,5  | 5       |
| 2   | WIM   | Mathilde Congiu    | 2231 | FRA    | 3 | 2 | 2 | 4    | 7       |
| 3   | WFM   | Fiona Steil-Antoni | 2143 | LUX    | 4 | 1 | 0 | 4,5  | 5       |
| 4   |       | Rebecca Klipper    | 2028 | FRA    | 4 | 1 | 2 | 4,5  | 7       |
| 5   |       | Wenke Henrichs     | 2033 | GER    | 1 | 1 | 0 | 1,5  | 2       |
| 6   |       | Marie Weigel       | 1869 | FRA    | 1 | 0 | 1 | 1    | 2       |

## Club de Montpellier Echecs
| Nr. | Titel | Name                 | Elo    | Nation | G | R | V | Pkt. | Partien |
| --- | ----- | -------------------- | ------ | ------ | - | - | - | ---- | ------- |
| 1   | WFM   | Natacha Benmesbah    | 2138   | FRA    | 1 | 2 | 4 | 2    | 7       |
| 2   |       | Nathalie Franc       | 2017   | FRA    | 0 | 2 | 2 | 1    | 4       |
| 3   | WFM   | Cécile Haussernot    | 1861   | FRA    | 2 | 2 | 3 | 3    | 7       |
| 4   |       | Lena Buscara         | 1697   | FRA    | 0 | 0 | 1 | 0    | 1       |
| 5   |       | Frederique Bannwarth | 1857   | FRA    | 1 | 1 | 1 | 1,5  | 3       |
| 6   |       | Alexia Vernhet       | 1729   | FRA    | 3 | 1 | 0 | 3,5  | 4       |
| 7   |       | Martine Artiaga      | (1080) | FRA    | 0 | 0 | 2 | 0    | 2       |

## Club de Mulhouse Philidor
| Nr. | Titel | Name          | Elo  | Nation | G | R | V | Pkt. | Partien |
| --- | ----- | ------------- | ---- | ------ | - | - | - | ---- | ------- |
| 1   | WIM   | Ljubka Genowa | 2231 | BUL    | 1 | 2 | 2 | 2    | 5       |
| 2   | WIM   | Anne Muller   | 2120 | FRA    | 3 | 2 | 0 | 4    | 5       |
| 3   |       | Emma Richard  | 2073 | FRA    | 3 | 2 | 0 | 4    | 5       |

## Club de L’Echiquier Naujacais
| Nr. | Titel | Name                     | Elo    | Nation | G | R | V | Pkt. | Partien |
| --- | ----- | ------------------------ | ------ | ------ | - | - | - | ---- | ------- |
| 1   | WIM   | Friederike Wohlers-Armas | 2047   | FRA    | 1 | 1 | 3 | 1,5  | 5       |
| 2   |       | Lara-Maria Armas         | 1937   | FRA    | 3 | 1 | 1 | 3,5  | 5       |
| 3   |       | Lena Armas               | 1782   | FRA    | 2 | 3 | 0 | 3,5  | 5       |
| 4   |       | Marine Chouquet          | (1760) | FRA    | 1 | 1 | 3 | 1,5  | 5       |

## Cercle d’Echecs de Strasbourg
| Nr. | Titel | Name           | Elo  | Nation | G | R | V | Pkt. | Partien |
| --- | ----- | -------------- | ---- | ------ | - | - | - | ---- | ------- |
| 1   | WIM   | Malina Nicoara | 2163 | FRA    | 1 | 3 | 1 | 2,5  | 5       |
| 2   |       | Delphine Gras  | 1995 | FRA    | 2 | 0 | 3 | 2    | 5       |
| 3   |       | Louise Roos    | 1895 | FRA    | 2 | 2 | 1 | 3    | 5       |
| 4   |       | Marion Muller  | 1880 | FRA    | 2 | 1 | 2 | 2,5  | 5       |

## Club de Echiquiers Berry-Sologne
| Nr. | Titel | Name                 | Elo  | Nation | G | R | V | Pkt. | Partien |
| --- | ----- | -------------------- | ---- | ------ | - | - | - | ---- | ------- |
| 1   | WGM   | Elena-Luminița Cosma | 2343 | ROU    | 2 | 3 | 0 | 3,5  | 5       |
| 2   |       | Adeline Chaumont     | 2097 | FRA    | 1 | 2 | 2 | 2    | 5       |
| 3   |       | Yvette Lerat         | 1906 | FRA    | 0 | 1 | 4 | 0,5  | 5       |
| 4   |       | Claudine Gobeaut     | 1548 | FRA    | 2 | 1 | 2 | 2,5  | 5       |

## Club de Bischwiller
| Nr. | Titel | Name            | Elo    | Nation | G | R | V | Pkt. | Partien |
| --- | ----- | --------------- | ------ | ------ | - | - | - | ---- | ------- |
| 1   | WGM   | Regina Pokorná  | 2384   | SVK    | 3 | 1 | 1 | 3,5  | 5       |
| 2   |       | Sylvie Genzling | 1963   | FRA    | 2 | 1 | 2 | 2,5  | 5       |
| 3   |       | Helene Bertrand | (1840) | FRA    | 0 | 4 | 1 | 2    | 5       |
| 4   |       | Julie Fischer   | 1655   | FRA    | 0 | 2 | 3 | 1    | 5       |

## Club de Reims Echec et Mat
| Nr. | Titel | Name                 | Elo    | Nation | G | R | V | Pkt. | Partien |
| --- | ----- | -------------------- | ------ | ------ | - | - | - | ---- | ------- |
| 1   |       | Maya Todorova        | 2025   | FRA    | 1 | 0 | 4 | 1    | 5       |
| 2   |       | Anne-Sophie Desanlis | 1924   | FRA    | 1 | 3 | 1 | 2,5  | 5       |
| 3   |       | Celine Chittier      | (1740) | FRA    | 1 | 2 | 2 | 2    | 5       |
| 4   |       | Victoria Brajon      | (1490) | FRA    | 2 | 0 | 3 | 2    | 5       |

## Club de Marseille Echecs
| Nr. | Titel | Name                     | Elo  | Nation | G | R | V | Pkt. | Partien |
| --- | ----- | ------------------------ | ---- | ------ | - | - | - | ---- | ------- |
| 1   |       | Laurie Delorme           | 2171 | FRA    | 1 | 3 | 1 | 2,5  | 5       |
| 2   | WFM   | Marie-Christine Esposito | 2131 | FRA    | 1 | 2 | 2 | 2    | 5       |
| 3   |       | Julia Laurens            | 2001 | FRA    | 2 | 2 | 1 | 3    | 5       |
| 4   |       | Florence Bianchi         | 1885 | FRA    | 0 | 2 | 3 | 1    | 5       |

## Club de Lutèce Echecs
| Nr. | Titel | Name            | Elo  | Nation | G | R | V | Pkt. | Partien |
| --- | ----- | --------------- | ---- | ------ | - | - | - | ---- | ------- |
| 1   | WFM   | Aurélie Dacalor | 2041 | FRA    | 1 | 0 | 4 | 1    | 5       |
| 2   |       | Inna Iasman     | 1900 | FRA    | 0 | 0 | 5 | 0    | 5       |
| 3   |       | Myriam Bounya   | 1817 | FRA    | 1 | 1 | 3 | 1,5  | 5       |
| 4   |       | Nahid Afrakhteh | 1505 | FRA    | 1 | 1 | 3 | 1,5  | 5       |